# Tripurasundari (Nepal)
Tripurasundari is een dorpscommissie (Engels: village development committee, afgekort VDC; Nepalees: panchayat) in het westen van Nepal in het district Baitadi in de Mahakali-zone. De dorpscommissie telde bij de volkstelling in 1991 2487 inwoners, die woonden in 491 huizen.

## Referentie
Dit artikel of een eerdere versie ervan is een (gedeeltelijke) vertaling van het artikel Tripurasundari (village) op de Engelstalige Wikipedia, dat onder de licentie Creative Commons Naamsvermelding/Gelijk delen valt. Zie de bewerkingsgeschiedenis aldaar.